# Aero L-29 Delfin
Aero L-29 Delfín (Nato-rapporteringsnamn: Maya) är ett militärt skolflygplan utvecklad och tillverkad av den tjeckoslovakiska flygtillverkaren Aero Vodochody. Det är landets första lokalt designade och konstruerade jetflygplan, och troligen det största flygplansindustriprogrammet som ägt rum i något av länderna i Comecon (Council for Mutual Economic Assistance) förutom Sovjetunionen.
Som svar på ett stort krav på att en gemensam jetdrivet skolflygplan skulle användas i de olika nationerna i östblocket, beslutade Aero att påbörja sitt eget designprojekt i syfte att på lämpligt sätt tillgodose denna efterfrågan. Den 5 april 1959 gjorde en första prototyp, betecknad XL-29, sin jungfruflygning. L-29 valdes ut för att bli standardskolflygplan för flygvapnen i Warszawapaktsnationer, till vilka den levererades från 1960-talet och framåt. Under det tidiga 1970-talet efterträddes typen i huvudtränarrollen av ett annat Aero-byggt flygplan, L-39 Albatros, vilket kraftigt bidrog till en nedgång i efterfrågan på den tidigare L-29 och slutet av dess produktion under 1974.
Under programmets gång producerades över 3 000 L-29 Delfín-skolflygplan. Av dessa har omkring 2 000 levererats till Sovjetunionen, där den användes som standardtränare för det sovjetiska flygvapnet. Av de andra, som inkluderade både beväpnade och obeväpnade modeller, levererades många flygplan till de olika COMECON-länderna medan andra exporterades till olika utomeuropeiska nationer, inklusive Egypten, Syrien, Indonesien, Nigeria och Uganda. Enligt uppgift har L-29 använts i aktiv strid under flera tillfällen, kanske den mest uppmärksammade var användningen av nigerianska flygplan under det nigerianska inbördeskriget i slutet av 1960-talet och av egyptiska L-29:or mot israeliska stridsvagnar under det korta Yom Kippur-kriget 1973.

## Design
Aero L-29 Delfín är ett jetdrivet skolflygplan, känt för sin enkla design och konstruktion. När det gäller dess grundläggande konfiguration använde den en mittvinge matchad med en T-stjärt; vingarna var raka och rymde luftintag för motorerna i vingrötterna. Underredet var förstärkt och kunde motstå stora påfrestningar. Enligt Fredriksen var L-29:ans motor relativt kraftlös, men uppvisade ändå flera gynnsamma egenskaper i sin flygprestanda, såsom dess lätthet att flyga. De primära flygkontrollerna manövreras manuellt; både klaffar och luftbromsar aktiverades via hydrauliska system.
Produktionsflygplan drevs av den tjeckiskt designade Motorlet M-701 turbojetmotorn, som kunde generera upp till 8,7 kN dragkraft. Mellan 1961 och 1968 färdigställdes cirka 9 250 motorer; enligt rapporter tillverkades inte mindre än 5 000 av dessa motorer till Delfín-programmet. Piloteleven och deras instruktör placerades i tandemsäten under separata baldakiner, instruktören placerades i en något upphöjd position bakom för att bättre övervaka studenten. Både studenten och instruktören försågs med katapultstolar; dessa var synkroniserade på sätt så att om något av sätena sköts ut så skulle man eliminera all möjlighet till en luftkollision mellan de två katapultstolarna.
Under deras sena liv såldes många L-29 vidare till privata operatörer och har sett användning inom den civila sektorn. Det har blivit vanligt med att olika modifieringar utförs för att konvertera typen för sådan användning; dessa förändringar medför vanligtvis att inkludera borttagandet av militärorienterad utrustning (såsom vapensiktet), ersättning av de metriska höjdmätarna med västerländska motsvarigheter, tillägg av alternativa radiosystem och nya katapultstolar. Det var också rutin att flera delsystem, såsom syrgassystemet, inaktiverades istället för att tas bort.

## Användning
Mer än 2 000 L-29 Delfin levererades slutligen till det sovjetiska flygvapnet. I tränarrollen gjorde L-29 det möjligt för flygvapnen att anta en "genomgående" träningsregim med enbart jetdrivna flygplan, som helt ersatte tidigare kolvmotordrivna typer.
Delfín tjänstgjorde i grundläggande, mellanliggande och vapenträningsroller. För vapenträningsrollen var de utrustade med två vapenbalkar för att bära kulsprutor, bomber eller raketer; enligt Fredrikson fungerade L-29 som ett relativt bra markattackflygplan när det användes som sådant. Den såg flera användningsområden i denna aktiva stridsroll, till exempel när ett antal egyptiska L-29:or sändes ut på attackuppdrag mot israeliska markstyrkor under Yom Kippur-kriget 1973. Typen användes också under det nigerianska inbördeskriget i slutet av 1960-talet. Den 16 juli 1975 sköt enligt uppgift ett L-29 från tjeckoslovakiska flygvapnet ner ett polskt civilt biplan som flögs av Dionizy Bielański, som hade försökt hoppa av till väst.
L-29 ersattes i arsenalen av många av dess operatörer av L-39 Albatros. L-29 var vanligt förekommande tillsammans med den nyare L-39 under en tid. Typen användes flitigt för att utföra markattackuppdrag i det första Nagorno-Karabach-kriget av azeriska styrkor. Minst 14 sköts ner av armeniskt luftförsvar, av det totala antalet på 18 L-29; det azeriska flygvapnet förlorade stora mängder av sitt flygvapen på grund av eld mot flygplan.

## Användare
- Angolas flygvapen
- Georgiens flygvapen

## Tidigare användare
- Afghanistans flygvapen
- Armeniens flygvapen
- Azerbajdzjans flygvapen
- Bulgariens flygvapen
- Egyptens flygvapen
- Ghanas flygvapen
- Guineas flygvapen
- Indonesiens flygvapen
- Iraks flygvapen
- Libyens flygvapen
- Malis flygvapen
- Nigerias flygvapen
- Rumäniens flygvapen
- Slovakiens flygvapen
- Sovjetunionens flygvapen
- Syriens flygvapen
- Tjeckiens flygvapen
- Tjeckoslovakiska flygvapnet
- Ugandas flygvapen
- Ungerns flygvapen
- USA:s flygvapen
- Vietnams flygvapen
- Östtysklands flygvapen

## Liknande flygplan
- Aero L-39 Albatros
- Canadair CT-114 Tutor
- Cessna T-37 Tweet
- Fouga CM.170 Magister
- HAL HJT-16 Kiran
- Saab 105